# Luis Angulo
Luis Miguel Angulo Sevillano (Magüi Payán, Colombia; 23 de marzo de 2004) es un futbolista colombiano. Juega de extremo y su equipo actual es Talleres de Córdoba, de la Primera División de Argentina.

## Trayectoria
Nacido en Magüí Payán, Angulo se radicó en Cali a los 10 años. Se formó en el equipo Distrito FC con el cual sería goleador del torneo las Américas.  En 2021, se unió a las inferiores del Alianza Petrolera, donde rápidamente fue promovido al primer equipo a los 17 años.
Debutó en abril de 2021, y se ganó un lugar como titular en las siguientes temporadas. En mayo de 2023 anotó dos goles a Atlético Nacional.

## Selección nacional
Angulo es seleccionado juvenil en Colombia.

## Estadísticas

### Clubes
Actualizado hasta su último partido disputado el 13 de julio de 2025.
| Club                            | Div.          | Temporada     | Liga  | Liga  | Liga   | Copas nacionales | Copas nacionales | Copas nacionales | Torneos internacionales | Torneos internacionales | Torneos internacionales | Total | Total | Total  |
| Club                            | Div.          | Temporada     | Part. | Goles | Asist. | Part.            | Goles            | Asist.           | Part.                   | Goles                   | Asist.                  | Part. | Goles | Asist. |
| ------------------------------- | ------------- | ------------- | ----- | ----- | ------ | ---------------- | ---------------- | ---------------- | ----------------------- | ----------------------- | ----------------------- | ----- | ----- | ------ |
| Alianza Petrolera · Colombia    | 1.ª           | 2021          | 8     | 1     | 1      | 4                | 0                | 1                | —                       | —                       | —                       | 12    | 1     | 2      |
| Alianza Petrolera · Colombia    | 1.ª           | 2022          | 27    | 1     | 1      | —                | —                | —                | —                       | —                       | —                       | 27    | 1     | 1      |
| Alianza Petrolera · Colombia    | 1.ª           | 2023          | 21    | 3     | 0      | —                | —                | —                | —                       | —                       | —                       | 21    | 3     | 0      |
| Alianza Petrolera · Colombia    | Total club    | Total club    | 56    | 5     | 2      | 4                | 0                | 1                | 0                       | 0                       | 0                       | 60    | 5     | 3      |
| Talleres de Córdoba Argentina   | 1.ª           | 2023          | —     | —     | —      | 4                | 0                | 0                | —                       | —                       | —                       | 4     | 0     | 0      |
| Talleres de Córdoba Argentina   | 1.ª           | 2024          | —     | —     | —      | 1                | 0                | 0                | —                       | —                       | —                       | 1     | 0     | 0      |
| C. A. Platense Argentina        | 1.ª           | 2024          | 3     | 0     | 0      | 4                | 0                | 0                | —                       | —                       | —                       | 7     | 0     | 0      |
| C. A. Platense Argentina        | Total club    | Total club    | 3     | 0     | 0      | 4                | 0                | 0                | 0                       | 0                       | 0                       | 7     | 0     | 0      |
| Central Córdoba (SdE) Argentina | 1.ª           | 2024          | 17    | 3     | 4      | 3                | 0                | 1                | —                       | —                       | —                       | 20    | 3     | 5      |
| Central Córdoba (SdE) Argentina | 1.ª           | 2025          | 16    | 1     | 4      | 1                | 0                | 0                | 6                       | 1                       | 1                       | 23    | 2     | 5      |
| Central Córdoba (SdE) Argentina | Total club    | Total club    | 33    | 4     | 8      | 4                | 0                | 1                | 6                       | 1                       | 1                       | 43    | 5     | 10     |
| Talleres de Córdoba Argentina   | 1.ª           | 2025          | 1     | 0     | 0      | —                | —                | —                | —                       | —                       | —                       | 1     | 0     | 0      |
| Talleres de Córdoba Argentina   | Total club    | Total club    | 1     | 0     | 0      | 5                | 0                | 0                | 0                       | 0                       | 0                       | 6     | 0     | 0      |
| Total carrera                   | Total carrera | Total carrera | 93    | 9     | 10     | 17               | 0                | 2                | 6                       | 1                       | 1                       | 116   | 10    | 13     |
| 1. 2.                           |               |               |       |       |        |                  |                  |                  |                         |                         |                         |       |       |        |

## Palmarés

### Títulos nacionales
| Título         | Club                  | País      | Año  |
| -------------- | --------------------- | --------- | ---- |
| Copa Argentina | Central Córdoba (SdE) | Argentina | 2024 |